# Louis Proust (botánico)
Louis-Adrien Proust (4 de junio de 1878, Oucques-la-Joyeuse - 31 de diciembre de 1959, Niza) fue un abogado, magistrado, político, y naturalista francés.

## Biografía
Alumno de la "École des sciences politiques", obtuvo el doctorado en derecho y se diplomó en medicina. Fue magistrado y alcalde de Neuillé-Pont-Pierre. Consejero general, fue elegido diputado de Indre y Loira en 1919. Y fue constantemente reelecto hasta 1936.
En 1905 arriba al puerto de Santa Cruz de Tenerife, desde Francia, con el botánico Charles Joseph Marie Pitard (1873-1927), para iniciar un periplo científico de cinco meses por las islas del archipiélago canario, incluidos los islotes. Publicaron Les îles Canaries: flore de l’archipel, editada en París en 1908, donde se recoge un extenso catálogo de todas las plantas conocidas hasta el momento en Canarias, con numerosas referencias ecológicas, fenológicas, corológicas, taxonómicas, nuevas citas, etc. En 1926, Leonhard Lindinger realizó correcciones a su obra en Beiträge zur Kenntnis von Vegetation und Flora der Kanarischen Inseln
Fue presidente de la Federación Nacional de Mutualidades de Francia y de ultramar, y del Comité Republicano de Comercio, de la Industria y de la Agricultura.

## Algunas publicaciones
- louis Proust, joseph Pitard. 2007. Las Islas Canarias: Descripción de Tenerife. Escala en Tenerife 36. Ed. IDEA, 248 pp. ISBN 8483820358 en línea

- joseph Pitard, louis Proust. 1908. Les îles Canaries: flore de l’archipel. París: Paul Klincksieck

## Honores

### Eponimia
Asteraceae Tolpis proustii Pit. -- Pitard & Proust, Iles Canar. Fl. 249 (1908). (IK)
- La abreviatura «Proust» se emplea para indicar a Louis Proust como autoridad en la descripción y clasificación científica de los vegetales.[3]